# ۱۹۶۹ (فیلم)
۱۹۶۹ فیلمی در ژانر جنگی به کارگردانی ارنست تامپسون است که در سال ۱۹۸۸ منتشر شد.

## بازیگران
- رابرت داونی جونیور
- کیفر ساترلند
- وینونا رایدر
- ماریت هارتلی
- بروس درن
- جوانا کسیدی